# ماريو جريكو
ماريو جريكو (بالإيطالية: Mario Greco)‏ هو شخصية أعمال إيطالي، ولد في 16 يونيو 1959 في نابولي في إيطاليا.

## روابط خارجية
- ماريو جريكو على موقع مونزينجر (الألمانية)